# Meteorito de Ensisheim

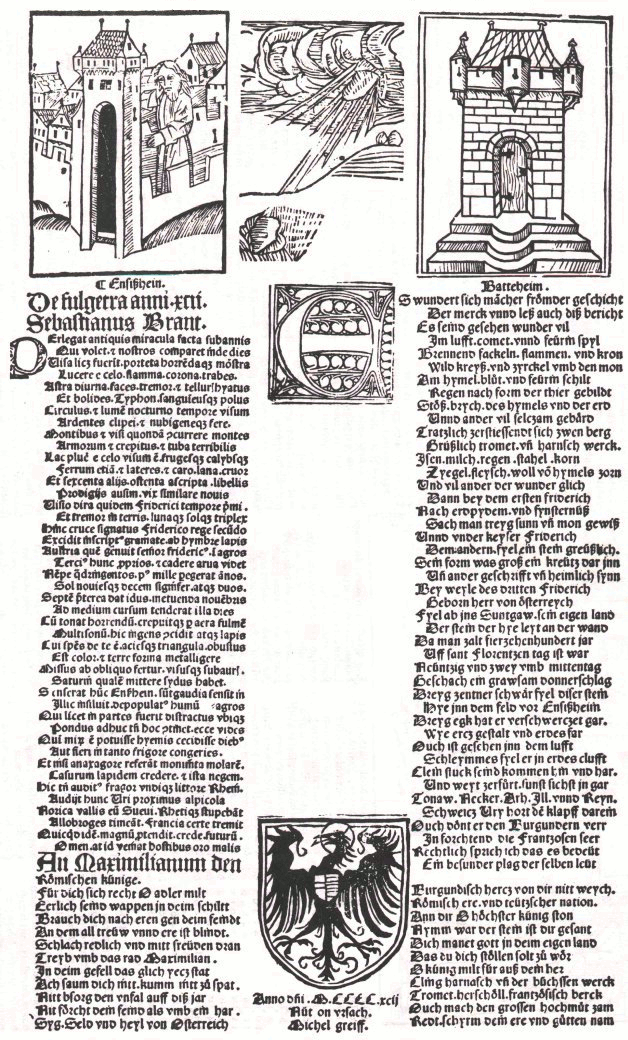
Octavilla de S. Brant:
La piedra de trueno de Ensisheim.

El meteorito de Ensisheim es el producto de la caída de un meteorito más antigua atestiguada en Europa, del cual aun se conserva material.
Alrededor del mediodía del 7 de noviembre de 1492 la caída se observó como una bola de fuego cruzando el cielo con un gran estruendo, que llegó a oírse a más de cien km, impactando en un trigal entre Ensisheim y Battenheim, Alsacia, Francia. El evento fue observado por numerosos testigos y causó gran revuelo. El cráter de impacto tenía aproximadamente un metro de profundidad. Residentes de la ciudad, granjas y aldeas cercanas se congregaron y empezaron a rasparle trozos a la condrita de forma triangular y unos 127 kg de peso, para llevárselos como amuleto, hasta que un magistrado local les prohibió hacerlo. Justamente ese día el emperador Maximiliano I de Habsburgo se encontraba en Ensisheim, la capital de Austria Anterior y quería preservar el objeto para el soberano. El emperador se llevó dos piezas del meteorito como souvenir. Se dirigía a una campaña contra Francia y él y sus asesores consideraron que era una señal de buen augurio, ordenando que se conservara en una iglesia local. Un trozo fue enviado al cardenal Piccolomini (más tarde, papa Pío III) en el Vaticano, junto con unos versos descriptivos del poeta Sebastian Brandt (1458-1521).
Alberto Durero se encontraba en Basilea, a 40 km, ese día. Unos años más tarde, entre 1495 y 1497, pintó un cuerpo celeste explotando en el reverso de su tabla San Jerónimo penitente. También lo representó en su grabado Melancolía I de 1514. Sin embargo, es poco probable que hubiera llegado a ver la caída personalmente, debido a la distancia y la luz del mediodía.
La noticia se propagó por toda Europa, ya que se empleó como propaganda contra Francia en la literatura de cordel.
Sebastian Brant escribió en una octavilla con gran tirada, un precursor del periódico, sobre la Donnerstein von Ensisheim (Piedra de trueno de Ensisheim):
| Original | Traducción |
| --- | --- |
| Da man zalt fierzehenhundert jar Uff sant Florentzen tag ist war am Neuntzig vnd zwey vmb mittentag Geschach ein grawsam donnerschlag Dreyg zentner schwär fyel diser stein Hye jnn dem feld vor Ensißheim | Desde que se cuentan mil cuatrocientos años En el día de San Florencio En el noventa y dos alrededor de mediodía Ocurrió un pavoroso trueno Pesando tres quintales cayó esta piedra Aquí en el campo delante de Ensisheim |

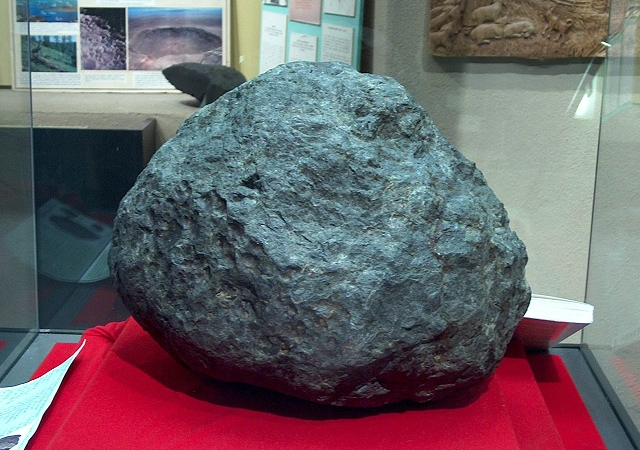
Lo que ha quedado del meteorito, en el Museo de Ensisheim.

Con el tiempo, los trozos se fueron desperdigando por colecciones y museos, como el Museo de Historia Natural de París y el Museo de Historia Natural de Berlín. Goethe poseyó uno. La pieza original se conserva en el Museo de la Regencia de Ensisheim.